# Relations entre la Belgique et les Palaos
Les relations entre la Belgique et les Palaos sont relativement limitées.

## Historique
La Belgique contribue au financement des efforts de déminage dans les îles paluanes ayant fait l'objet de débarquements alliés durant la Seconde Guerre mondiale. En 2017, un conseiller de l'ambassade de Belgique s'est rendu au nom de l'ambassadeur sur un de ces sites afin de participer aux activités de déminage.

## Représentation
L'ambassade de Belgique aux Philippines est également accrédité aux Palaos. Un consulat honoraire est toutefois présent à Koror, sur l'île de Malakal.
Les Palaos sont représentés par un ambassadeur à Bruxelles et auprès de l'Union européenne.